# La danza dello scorpione
(Akram Musallam, La danza dello scorpione, 2011)
La danza dello scorpione (Sîrat al-'aqrab alladhî yatasabbabu 'araqan) è il secondo romanzo dello scrittore palestinese Akram Musallam. Pubblicato a Beirut nel 2008, l'opera.
rivela la situazione della regione, dopo gli Accordi di Oslo e il fallimento della Seconda Intifada, con lo sfondo della occupazione israeliana e del quotidiano rapporto dei palestinesi con la vita e la morte.
Il romanzo deve il suo titolo al piccolo tatuaggio sul corpo di una donna francese che il narratore incontra in una sala da ballo di Ramallah e che verrà a innescare il suo desiderio di scrivere.
Oltre alla storia personale del narratore, il romanzo ripercorre la storia dei luoghi geografici del conflitto immergendosi nella società palestinese attraverso un racconto che svela i cambiamenti architettonici, abitativi e culturali avvenuti in Palestina negli ultimi decenni. Ne sono emblema la trasformazione subìta dalla città di Ramallah e dalla campagna circostante dopo l'arrivo dell'Autorità Palestinese di cui Musallam denuncia l'impotenza e la corruzione. Il romanzo è inoltre costellato di storie e leggende popolari ora narrate dal “prigioniero”, ora dal protagonista stesso, ora dalla zia paterna, rivelando così l'amore nutrito dal protagonista per la tradizione orale, preziosa custode della memoria storica collettiva.
La questione israelo-palestinese apparentemente latente, permea l'intera opera ed è sempre pronta a tornare in primo piano. L'incontro con la fugace francese avviene infatti nel periodo in cui il giovane protagonista, come altri arabi disoccupati, raggiunge su taxi collettivi la costa israeliana per lavorare come lavapiatti in un locale che salterà in aria per mano di un palestinese. In questo chiaro riferimento all'attentato di Netanya del 2002, l'odore di carne umana carbonizzata viene paragonato a quello tristemente familiare al protagonista il quale, divenuto giornalista, documenta le vittime palestinesi incenerite nelle loro auto dai missili israeliani durante la Seconda Intifada.

## Trama
In una sala da ballo sulla costa israeliana il narratore scorge uno scorpione tatuato sul corpo di una giovane donna francese, con la quale trascorre la notte. La ragazza sparirà, sarà invece il piccolo scorpione color indaco a prendere vita e ad ossessionare i suoi sogni ogni notte, nel tenace quanto fallimentare tentativo di arrampicarsi su uno specchio dal quale scivolerà, consumato da un'estenuante e vorticosa danza. Costruito su questa metafora, La danza dello scorpione denuncia la situazione palestinese dopo gli accordi di Oslo e il fallimento della seconda Intifada. E lo fa con grande lucidità e amarezza, con quella autoironia che è una delle caratteristiche principali della letteratura palestinese.
L'impotenza dello scorpione è anche quella del padre del narratore, che ha perso una gamba – e con essa la sua virilità – non a causa dell'occupazione, ma semplicemente per un chiodo arrugginito. Tuttavia, non potendo accettarne la perdita, egli chiede a suo figlio di grattare la sua gamba amputata. Altre figure, dotate ciascuna di una forte carica simbolica, appaiono in tutta la storia per scomparire presto, tra cui quella di un ex-detenuto, “somaro della rivoluzione” che è appena stato rilasciato dopo diciotto anni di carcere, e che è costretto riprendere servizio presso coloro che lo hanno sempre considerato un vero e proprio somaro...

## Scrittura
Akram Musallam, che appartiene alla giovane generazione di autori palestinesi, opera in questo romanzo semiautobiografico e narrato in prima persona una grande innovazione stilistica abbandonando la trama lineare e costruendo da cima a fondo il romanzo su di una metafora. Egli utilizza immagini come l'errare per il vuoto o il perdersi nel sogno e figure retoriche come la similitudine e la personificazione per costruire con successo un discorso compiuto circa la tragedia palestinese. Consente inoltre al protagonista di interrogarsi apertamente circa il ruolo della scrittura, facendogli paragonare gli artifici dei narratori a delle vere e proprie imboscate o riconoscendo la pericolosità dello scrivere tanto da rendere necessarie maschere e dissimulazioni per poter raccontare la verità. Per lo stile lucido e amaro, intriso di autoderisione e di ironia dolente, Akram Musallam è stato paragonato della critica ad un moderno Emile Habibi autore del Pessottimista, capolavoro della letteratura palestinese contemporanea.

## Premi
Con questo romanzo l'autore ha vinto il premio Abdel Muhssen Qattan nel 2007.